# Generación del 70 (Perú)
Se denomina generación del 70 a un conjunto de escritores y poetas peruanos del siglo XX cuya literatura floreció entre los años 1968 y 1970 bajo el gobierno de Juan Velasco Alvarado y en un contexto nacional e internacional convulso, con autores que, desde diferentes vías y experiencias, introdujeron el coloquialismo como recurso literario y reflejaron en sus obras literarias lo que acontecía en la sociedad peruana de entonces, convulsionada por la multitudinaria avalancha migratoria de las zonas andinas sobre las ciudades de la costa (Lima, principalmente). Según el escritor José Rosas Ribeyro, la generación del 70 aporta «la voz de la provincia, la voz de la calle y rompe con ciertos prejuicios de lo bello en la literatura», y su gran legado en la literatura peruana fue «poner la poesía en la calle y la calle en la poesía».

## Historia
Surgió entre 1968 y 1970 con autores como Antonio Cillóniz (Verso vulgar, 1968), Manuel Morales, (Poemas de entrecasa, 1969) y Abelardo Sánchez León (Poemas y ventanas cerradas, 1969) que, desde diferentes vías y experiencias, introdujeron el coloquialismo como recurso literario. Fue un movimiento gregario, donde al comienzo los grupos pesaron más que las individualidades. Un trabajo importante -el primero- sobre esta generación es Estos trece del crítico José Miguel Oviedo, que se centra principalmente en los poetas de Hora Zero y Estación Reunida, entre los que destacan Enrique Verástegui, Juan Ramírez Ruiz y José Watanabe. Después surgirían otras voces notables (no recogidas en Estos trece) como las de María Emilia Cornejo, Mario Montalbetti, Carlos López Degregori, Carmen Ollé, Juan Carlos Lázaro, Jorge Espinoza Sánchez, Bernardo Rafael Álvarez y otros, con propuestas diferentes cada uno, pero contrarios al gregarismo que caracterizó a su generación.

## Representantes
Aquí ofrecemos, a manera de propuesta para una eventual antología, una relación de algunos de los poetas aparecidos en esta década (el orden con que aparecen sus nombres es meramente alfabético).
- Abelardo Sánchez León
- Alfonso Cisneros Cox
- Ángel Garrido
- Antonio Cillóniz
- Armando Arteaga Núñez
- Armando Rojas
- Arnold Castillo
- Bernardo Rafael Álvarez
- Brunilda Joyce
- Carlos Bravo Espinoza
- Carlos Guevara Morán
- Carlos López Degregori
- Carlos Orellana
- Carlos Zúñiga Segura
- Carmen Ollé
- César Toro Montalvo
- Cesáreo Martínez
- Cronwell Jara
- Edgar O'hara
- Eduardo Urdanivia
- Elías Durand
- Eloy Jáuregui
- Eloy Villanueva T.
- Elqui Burgos
- Enrique Verástegui
- Enrique Sánchez Hernani
- Enriqueta Belevan
- Esther Castañeda
- Feliciano Mejía
- Fernando Ampuero
- Gloria Mendoza Borda
- Gustavo Armijos
- Guillermo Falconí
- Héctor Rosas Padilla
- Heinrich Helberg
- Humberto Pinedo
- Isaac Goldemberg
- Isaac Rupay
- Javier Huapaya
- Jaime Urco
- Jesús Cabel
- Jorge Nájar
- Jorge Ovidio Vega
- Jorge Pimentel
- Jorge Luis Roncal
- José Briceño Berrú
- José Luis Ayala
- José Cerna
- José Diez Salazar
- José Morales Saravia
- José Rosas Ribeyro
- José Watanabe
- Juan Félix Cortez
- Juan Carlos Lázaro
- Juan Ramírez Ruiz
- Julio Aponte
- Julio Carmona
- Julio Polar
- Luis Alberto Castillo
- Luis Farfan E.
- Luis La Hoz
- Manuel Aguirre
- Manuel Morales
- Marcela Robles
- Marcial Molina
- María Emilia Cornejo
- Mario Luna
- Martín Fierro Zapata
- Max Dextre
- Mercedes Delgado
- Miguel Ángel Zapata
- Miguel Carrillo Nateri
- Mario Montalbeti
- Mito Tumi
- Nicolás Yerovi
- Omar Aramayo
- Óscar Colchado
- Oscar Málaga
- Patricia Saldarriaga
- Patrick Rosas
- Rafael Yamazato
- Ricardo Falla Barreda
- Ricardo Oré
- Roberto Zapata
- Róger Contreras
- Rosa Natalia Carbonel
- Rosina Valcárcel
- Rubén Urbizagástegui
- Ruperto Macha Velasco
- Samuel Cárdich
- Sigfredo Burneo
- Siu Yun
- Sonia Luz Carrillo
- Tarsicio Navarro
- Tulio Mora
- Vidal Villanueva
- Vladimir Herrera
- Walter Márquez
- Winston Orrillo